# Черо Маджоре
Чѐро Маджо̀ре (на италиански: Cerro Maggiore, на западноломбардски: Scêr, Шер) е град и община в Северна Италия, провинция Милано, регион Ломбардия. Разположен е на 205 m надморска височина. Населението на общината е 14 018 души (към 2012 г.).